# Bolboceras inchoatum
Bolboceras inchoatum es una especie de coleóptero de la familia Geotrupidae.

## Distribución geográfica
Habita en la Ecozona afrotropical.